# Wereldkampioenschappen turnen 2015
De wereldkampioenschappen turnen 2015 worden van 23 oktober tot en met 1 november 2015 gehouden in The SSE Hydro in Glasgow, Verenigd Koninkrijk.

## Programma
| Q | Kwalificaties | Goud | Finale |

### Mannen
| Onderdeel       | 23 okt | 24 okt | 25 okt | 26 okt | 27 okt | 28 okt | 29 okt | 30 okt | 31 okt | 1 nov |
| --------------- | ------ | ------ | ------ | ------ | ------ | ------ | ------ | ------ | ------ | ----- |
| Kwalificaties   |        |        | Q0     | Q0     |        |        |        |        |        |       |
| Team            |        |        |        |        |        | 0      |        |        |        |       |
| Meerkamp        |        |        |        |        |        |        |        | 0      |        |       |
| Paard (voltige) |        |        |        |        |        |        |        |        | 0      |       |
| Ringen          |        |        |        |        |        |        |        |        | 0      |       |
| Vloer           |        |        |        |        |        |        |        |        | 0      |       |
| Brug            |        |        |        |        |        |        |        |        |        | 0     |
| Rekstok         |        |        |        |        |        |        |        |        |        | 0     |
| Sprong          |        |        |        |        |        |        |        |        |        | 0     |
| Totaal          |        |        |        |        |        | 1      |        | 1      | 3      | 3     |

### Vrouwen
| Onderdeel     | 23 okt | 24 okt | 25 okt | 26 okt | 27 okt | 28 okt | 29 okt | 30 okt | 31 okt | 1 nov |
| ------------- | ------ | ------ | ------ | ------ | ------ | ------ | ------ | ------ | ------ | ----- |
| Kwalificatie  | Q0     | Q0     |        |        |        |        |        |        |        |       |
| Team          |        |        |        |        | 0      |        |        |        |        |       |
| Meerkamp      |        |        |        |        |        |        | 0      |        |        |       |
| Brug ongelijk |        |        |        |        |        |        |        |        | 0      |       |
| Sprong        |        |        |        |        |        |        |        |        | 0      |       |
| Balk          |        |        |        |        |        |        |        |        |        | 0     |
| Vloer         |        |        |        |        |        |        |        |        |        | 0     |
| Totaal        |        |        |        |        | 1      |        | 1      |        | 2      | 2     |

## Medailles

### Mannen
| Onderdeel       | Goud            | Goud                                                                             | Zilver          | Zilver                                                                             | Brons           | Brons                                                                |
| Landenwedstrijd | Landenwedstrijd | Landenwedstrijd                                                                  | Landenwedstrijd | Landenwedstrijd                                                                    | Landenwedstrijd | Landenwedstrijd                                                      |
| --------------- | --------------- | -------------------------------------------------------------------------------- | --------------- | ---------------------------------------------------------------------------------- | --------------- | -------------------------------------------------------------------- |
| Meerkamp        | JPN             | Naoto Hayasaka Ryōhei Katō Kazuma Kaya Kenzō Shirai Yusuke Tanaka Kohei Uchimura | GBR             | Brinn Bevan Daniel Purvis Louis Smith Max Whitlock Donnell Whittenburg Nile Wilson | CHN             | Deng Shudi Lin Chaopan Liu Yang Xiao Ruoteng You Hao Zhang Chenglong |
| Individueel     |                 |                                                                                  |                 |                                                                                    |                 |                                                                      |
| Meerkamp        | JPN             | Kohei Uchimura                                                                   | CUB             | Manrique Larduet                                                                   | CHN             | Deng Shudi                                                           |
| Vloer           | JPN             | Kenzō Shirai                                                                     | GBR             | Max Whitlock                                                                       | ESP             | Rayderley Zapata                                                     |
| Paard (voltige) | GBR             | Max Whitlock                                                                     | GBR             | Louis Smith                                                                        | ARM JPN         | Harutyun Merdinyan Kazuma Kaya                                       |
| Ringen          | GRE             | Eleftherios Petrounias                                                           | CHN             | You Hao                                                                            | CHN             | Liu Yang                                                             |
| Sprong          | PRK             | Ri Se-gwang                                                                      | ROU             | Marian Drăgulescu                                                                  | USA             | Donnell Whittenburg                                                  |
| Brug            | CHN             | You Hao                                                                          | UKR             | Oleg Vernjajev                                                                     | AZE CHN         | Oleg Stepko Deng Shudi                                               |
| Rekstok         | JPN             | Kohei Uchimura                                                                   | USA             | Danell Leyva                                                                       | CUB             | Manrique Larduet                                                     |

### Vrouwen
| Onderdeel                | Goud            | Goud                                                                 | Zilver          | Zilver                                              | Brons           | Brons                                                                |
| Landenwedstrijd          | Landenwedstrijd | Landenwedstrijd                                                      | Landenwedstrijd | Landenwedstrijd                                     | Landenwedstrijd | Landenwedstrijd                                                      |
| ------------------------ | --------------- | -------------------------------------------------------------------- | --------------- | --------------------------------------------------- | --------------- | -------------------------------------------------------------------- |
| Meerkamp                 | USA             | Simone Biles Gabby Douglas Madison Kocian Maggie Nichols Aly Raisman | CHN             | Fan Yilin Mao Yi Shang Chunsong Tan Jiaxin Wang Yan | GBR             | Becky Downie Ellie Downie Claudia Fragapane Ruby Harrold Amy Tinkler |
| Individueel              |                 |                                                                      |                 |                                                     |                 |                                                                      |
| Meerkamp                 | USA             | Simone Biles                                                         | USA             | Gabby Douglas                                       | ROU             | Larisa Iordache                                                      |
| Sprong                   | RUS             | Maria Paseka                                                         | PRK             | Hong Un-jong                                        | USA             | Simone Biles                                                         |
| Brug ongelijk (ex aequo) | CHN RUS USA RUS | Fan Yilin Viktoria Komova Madison Kocian Darja Spiridonova           |                 | -                                                   |                 | -                                                                    |
| Balk                     | USA             | Simone Biles                                                         | NED             | Sanne Wevers                                        | GER             | Pauline Schäfer                                                      |
| Vloer                    | USA             | Simone Biles                                                         | RUS             | Ksenia Afanasjeva                                   | USA             | Maggie Nichols                                                       |

### Medaillespiegel
| Plaats | Land                | Goud | Zilver | Brons | Totaal |
| 1      | Verenigde Staten    | 5    | 2      | 3     | 10     |
| 2      | Japan               | 4    | 0      | 1     | 5      |
| 3      | Rusland             | 3    | 1      | 0     | 4      |
| 4      | China               | 2    | 2      | 4     | 8      |
| 5      | Verenigd Koninkrijk | 1    | 3      | 1     | 5      |
| 6      | Noord-Korea         | 1    | 1      | 0     | 2      |
| 7      | Griekenland         | 1    | 0      | 0     | 1      |
| 8      | Cuba                | 0    | 1      | 1     | 2      |
| 8      | Roemenië            | 0    | 1      | 1     | 2      |
| 10     | Nederland           | 0    | 1      | 0     | 1      |
| 10     | Oekraïne            | 0    | 1      | 0     | 1      |
| 12     | Spanje              | 0    | 0      | 1     | 1      |
| 12     | Armenië             | 0    | 0      | 1     | 1      |
| 12     | Duitsland           | 0    | 0      | 1     | 1      |
| 12     | Azerbeidzjan        | 0    | 0      | 1     | 1      |
| Totaal | Totaal              | 17   | 13     | 15    | 45     |

## Belgische en Nederlandse deelname

### Mannen kwalificaties
| Onderdeel            | Plaats | Turner          | Score   |
| -------------------- | ------ | --------------- | ------- |
| Meerkamp team        | 011    | Nederland       | 341.925 |
| Meerkamp team        | 017    | België          | 336.192 |
| Meerkamp individueel | 006    | Bart Deurloo    | 086.465 |
| Meerkamp individueel | 030    | Florian Landuyt | 085.198 |
| Meerkamp individueel | 060    | Casimir Schmidt | 083.065 |
| Meerkamp individueel | 062    | Frank Rijken    | 082.931 |
| Meerkamp individueel | 065    | Maxime Gentges  | 082.798 |
| Meerkamp individueel | 079    | Bram Louwije    | 081.799 |
| Meerkamp individueel | 092    | Jimmy Verbaeys  | 080.764 |
| Vloer                | 019    | Bart Deurloo    | 014.666 |
| Vloer                | 025    | Siemon Volkaert | 014.633 |
| Vloer                | 044    | Casimir Schmidt | 014.400 |
| Vloer                | 048    | Jeffrey Wammes  | 014.366 |
| Vloer                | 076    | Florian Landuyt | 014.100 |
| Vloer                | 106    | Jimmy Verbaeys  | 013.766 |
| Vloer                | 110    | Frank Rijken    | 013.733 |
| Vloer                | 141    | Maxime Gentges  | 013.433 |
| Vloer                | 196    | Bram Louwije    | 012.700 |
| Paard (voltige)      | 021    | Bart Deurloo    | 014.600 |
| Paard (voltige)      | 035    | Bram Louwije    | 014.300 |
| Paard (voltige)      | 038    | Siemon Volkaert | 014.266 |
| Paard (voltige)      | 069    | Frank Rijken    | 013.833 |
| Paard (voltige)      | 077    | Florian Landuyt | 013.733 |
| Paard (voltige)      | 081    | Maxime Gentges  | 013.700 |
| Paard (voltige)      | 116    | Casimir Schmidt | 013.300 |
| Paard (voltige)      | 132    | Epke Zonderland | 013.133 |
| Paard (voltige)      | 191    | Jimmy Verbaeys  | 012.133 |
| Ringen               | 006    | Yuri van Gelder | 015.533 |
| Ringen               | 056    | Casimir Schmidt | 014.266 |
| Ringen               | 064    | Maxime Gentges  | 014.166 |
| Ringen               | 074    | Bart Deurloo    | 014.033 |
| Ringen               | 079    | Florian Landuyt | 013.966 |
| Ringen               | 095    | Jonathan Vrolix | 013.900 |
| Ringen               | 097    | Frank Rijken    | 013.866 |
| Ringen               | 119    | Bram Louwije    | 013.633 |
| Ringen               | 124    | Jeffrey Wammes  | 013.600 |
| Ringen               | 151    | Jimmy Verbaeys  | 013.333 |
| Brug                 | 017    | Epke Zonderland | 015.333 |
| Brug                 | 047    | Jimmy Verbaeys  | 014.866 |
| Brug                 | 057    | Florian Landuyt | 014.666 |
| Brug                 | 090    | Bart Deurloo    | 014.300 |
| Brug                 | 107    | Jeffrey Wammes  | 014.133 |
| Brug                 | 113    | Casimir Schmidt | 014.033 |
| Brug                 | 122    | Maxime Gentges  | 013.933 |
| Brug                 | 147    | Frank Rijken    | 013.633 |
| Brug                 | 169    | Bram Louwije    | 013.300 |
| Brug                 | 203    | Jonathan Vrolix | 013.300 |
| Rekstok              | 031    | Epke Zonderland | 014.300 |
| Rekstok              | 044    | Florian Landuyt | 014.133 |
| Rekstok              | 055    | Bart Deurloo    | 014.000 |
| Rekstok              | 056    | Jeffrey Wammes  | 013.966 |
| Rekstok              | 075    | Bram Louwije    | 013.766 |
| Rekstok              | 094    | Frank Rijken    | 013.533 |
| Rekstok              | 111    | Jonathan Vrolix | 013.400 |
| Rekstok              | 141    | Maxime Gentges  | 013.166 |
| Rekstok              | 180    | Jimmy Verbaeys  | 012.500 |
| Rekstok              | 182    | Casimir Schmidt | 012.433 |

### Vrouwen kwalificaties
| Onderdeel            | Plaats | Turnster            | Score   |
| -------------------- | ------ | ------------------- | ------- |
| Meerkamp landen      | 0)8    | Nederland           | 222.354 |
| Meerkamp landen      | 011    | België              | 219.780 |
| Meerkamp individueel | 006    | Lieke Wevers        | 056.733 |
| Meerkamp individueel | 022    | Lisa Verschueren    | 055.449 |
| Meerkamp individueel | 024    | Rune Hermans        | 055.332 |
| Meerkamp individueel | 028    | Eythora Thorsdottir | 055.140 |
| Meerkamp individueel | 045    | Gaelle Mys          | 055.332 |
| Meerkamp individueel | 048    | Laura Waem          | 053.166 |
| Meerkamp individueel | 083    | Mara Titarsolej     | 051.065 |
| Brug ongelijk        | 012    | Lieke Wevers        | 014.400 |
| Brug ongelijk        | 018    | Sanne Wevers        | 014.100 |
| Brug ongelijk        | 022    | Cindy Vandenhole    | 014.033 |
| Brug ongelijk        | 026    | Lisa Verschueren    | 013.900 |
| Brug ongelijk        | 037    | Eythora Thorsdottir | 013.633 |
| Brug ongelijk        | 042    | Rune Hermans        | 013.566 |
| Brug ongelijk        | 049    | Mara Titarsolej     | 013.366 |
| Brug ongelijk        | 051    | Tisha Volleman      | 013.333 |
| Brug ongelijk        | 110    | Gaelle Mys          | 102.233 |
| Brug ongelijk        | 119    | Laura Waem          | 012.066 |
| Balk                 | 002    | Sanne Wevers        | 014.766 |
| Balk                 | 009    | Eythora Thorsdottir | 014.233 |
| Balk                 | 010    | Lieke Wevers        | 014.233 |
| Balk                 | 018    | Laura Waem          | 014.000 |
| Balk                 | 029    | Rune Hermans        | 014.000 |
| Balk                 | 036    | Lisa Verschueren    | 013.700 |
| Balk                 | 057    | Gaelle Mys          | 013.300 |
| Balk                 | 087    | Julie Croket        | 012.800 |
| Balk                 | 113    | Lisa Top            | 012.333 |
| Balk                 | 201    | Mara Titarsolej     | 010.633 |
| Vloer                | 012    | Lieke Wevers        | 014.200 |
| Vloer                | 022    | Rune Hermans        | 013.966 |
| Vloer                | 025    | Lisa Verschueren    | 013.933 |
| Vloer                | 028    | Tisha Volleman      | 013.866 |
| Vloer                | 030    | Gaelle Mys          | 013.800 |
| Vloer                | 039    | Lisa Top            | 013.700 |
| Vloer                | 049    | Eythora Thorsdottir | 013.508 |
| Vloer                | 058    | Laura Waem          | 013.400 |
| Vloer                | 071    | Mara Titarsolej     | 013.166 |
| Vloer                | 094    | Cindy Vandenhole    | 012.933 |

### Mannen finales
| Onderdeel            | Plaats | Turner          | Score   |
| -------------------- | ------ | --------------- | ------- |
| Meerkamp individueel | 014    | Bart Deurloo    | 087.164 |
| Meerkamp individueel | DNF    | Florian Landuyt | 045.123 |
| Ringen               | 06     | Yuri van Gelder | 015.500 |

### Vrouwen finales
| Onderdeel            | Plaats | Turnster            | Score   |
| -------------------- | ------ | ------------------- | ------- |
| Meerkamp landen      | 008    | Nederland           | 162.730 |
| Meerkamp individueel | 013    | Lieke Wevers        | 055.632 |
| Meerkamp individueel | 017    | Lisa Verschueren    | 055.299 |
| Meerkamp individueel | 019    | Rune Hermans        | 054.965 |
| Balk                 | 0      | Sanne Wevers        | 014.333 |
| Balk                 | 008    | Eythora Thorsdottir | 012.733 |
| Vloer                | 008    | Lieke Wevers        | 014.100 |